# Calcio Manager 2000
Calcio Manager 2000 (Player Manager 2000) è un videogioco sportivo manageriale di calcio sviluppato e pubblicato da ANCO per PC e PlayStation nel 2000. Il titolo fa parte dei giochi di simulazione sportiva, dove il giocatore diventa manager di una squadra di calcio, prendendo decisioni tattiche e gestionali per portare il club al successo. In Italia il gioco è conosciuto per la sua interfaccia tradotta e per l’adattamento dei contenuti e regolamenti calcistici nazionali e internazionali.

## Modalità di gioco
Il gameplay di Calcio Manager 2000 offre un’esperienza di gestione calcistica molto dettagliata, permettendo di scegliere squadre dai quattro principali campionati europei, quali la Serie A, la Premier League, la Bundesliga e la League 1 francese. Il gioco contiene un grande database con più di 30000 giocatori reali, con caratteristiche e statistiche aggiornate. Il giocatore può definire la formazione e le tattiche, usando schemi già pronti o creandone di nuovi, per adattarsi alle esigenze della squadra o alle situazioni della partita, come quando c’è un’espulsione o un infortunio. È possibile allenare ogni giocatore singolarmente per migliorare abilità tecniche o fisiche, oppure impostare allenamenti di squadra per lavorare su aspetti tattici, fitness o tecnici come calci piazzati. La gestione del mercato è un’altra parte importante, dove si comprano e vendono giocatori, si negoziano contratti e si cerca di scovare giovani talenti da far crescere. Il denaro è fondamentale, e spesso si devono affrontare problemi come budget ridotti o mancanza di liquidità.
Una cosa particolare di Calcio Manager 2000 è la possibilità di inserire il proprio personaggio nella squadra come calciatore. Così si può giocare direttamente in campo e influenzare la partita da dentro. Però in pratica il personaggio è quasi sempre poco efficace, quindi è più una funzione divertente che competitiva.

### Visione delle partite e interazione
Una delle cose più innovative all'epoca era poter vedere le partite in tempo reale in tre modalità diverse. La prima è il "commentario", una narrazione testuale che riassume quello che succede in campo, simile a titoli come Championship Manager. La seconda modalità è lo "scanner", una vista dall'alto in 2D con i giocatori rappresentati da sagome o "pallini", così si possono capire meglio le tattiche. La terza è la visualizzazione 3D, che mostra la partita come in un vero gioco di calcio, con animazioni e movimenti realistici. Durante la partita si possono controllare statistiche dettagliate sulle prestazioni dei giocatori, dati di squadra e altri parametri importanti. È anche possibile cambiare tattiche e formazioni durante il match, facendo aggiustamenti per rispondere alle mosse degli avversari controllati dal computer, cosa che rende il gioco piu realistico rispetto ad altri manageriali di allora.

## Realismo e intelligenza artificiale
Una delle cose più pubblicizzate di Calcio Manager 2000 è il realismo, ottenuto anche grazie a consigli dati da allenatori famosi inglesi come Harry Redknapp, Bobby Robson e Gordon Strachan. Questi esperti, anche se inesperti nei videogiochi manageriali, hanno dato un contributo importante su come un vero allenatore prende decisioni in partita e nella gestione della squadra, influenzando l’intelligenza artificiale. L’intelligenza artificiale (IA) è programmata per far giocare i giocatori in modo realistico, con passaggi corti, scambi di palla e azioni non sempre prevedibili. Anche gli allenatori avversari cercano di capire i punti deboli della tua squadra e cambiano tattica per sfruttarli. Questo ha permesso di superare i problemi comuni degli altri giochi manageriali, come la mancanza di adattamento alle strategie avversarie.

## Aspetti tecnici
Calcio Manager 2000 esce sia per PC che per PlayStation, con alcune differenze tecniche tra le versioni. Quella per PC, molto diffusa in Italia, supporta il multiplayer tramite connessioni seriali, LAN o Internet, per sfidare altri giocatori online. In parallelo, ANCO annunciò una versione chiamata Player Manager Online, un gioco fatto apposta per il gioco su rete con un abbonamento annuale. Questa versione permetteva di giocare contro altri utenti su Internet, anche se non è mai stato chiarito se sarebbe stata disponibile in Italia e come funzionasse esattamente. Il gioco non include la gestione economica di stadi o sponsor, concentrandosi solo sulla squadra e sulla partita.

## Accoglienza
L’accoglienza di Calcio Manager 2000 è stata varia. Molti appassionati e critici hanno apprezzato l’idea di unire una gestione complessa a una modalità di visualizzazione dinamica delle partite, oltre al grande database e alla varietà tattica. Però sono arrivate critiche su certi aspetti tecnici, come la valutazione di alcuni giocatori, giudicata a volte poco realistica. Alcuni recensori hanno detto che rispetto a titoli più famosi come Championship Manager, Calcio Manager 2000 non arriva allo stesso livello di profondità e fluidità nella gestione. Anche la parte di giocare la partita direttamente, seppur originale, per alcuni è risultata poco pratica e distraente, specie per chi preferisce un gioco piu strategico.